# Upgant-Schott
Upgant-Schott egy község Németországban, az Aurichi járásban. Lakosainak száma 3777 fő (2023. december 31.).

## Népessége
| Lakosok száma | 3852 | 3865 | 3848 | 3810 | 3809 | 3777 |
|               | 2016 | 2017 | 2019 | 2021 | 2022 | 2023 |